# Усвяти
Усвяти (рос. Усвяты) — смт в Усвятському районі Псковської області Російської Федерації.
Населення становить 2671 особу. Входить до складу муніципального утворення Усвяти.

## Історія
Від 2015 року входить до складу муніципального утворення Усвяти.

## Населення
| 1939  | 1970  | 1979  | 1989  | 2002  | 2004  | 2005  |
| ----- | ----- | ----- | ----- | ----- | ----- | ----- |
| 2948  | ↘2310 | ↗2745 | ↗3643 | ↘3148 | ↘3138 | →3138 |
| 2006  | 2007  | 2008  | 2009  | 2010  | 2011  | 2012  |
| ↘3109 | ↘3097 | ↘3039 | ↘2983 | ↘2961 | ↘2950 | ↘2872 |
| 2013  | 2014  | 2015  | 2016  | 2017  | 2018  | 2019  |
| ↘2804 | ↘2759 | ↘2713 | ↗2717 | ↘2674 | ↘2649 | ↘2602 |
| 2020  | 2021  |       |       |       |       |       |
| ↘2577 | ↗2671 |       |       |       |       |       |